# 55-я армия (Япония)
55-я армия (яп. 第55軍) — воинское подразделение японской Императорской армии, действовавшее во время Второй мировой войны.
Сформирована 8 апреля 1945 года под командованием генерал-лейтенанта Кумакити Харада, подчинялась 15-му фронту. Основной задачей было противодействие вторжению Союзников на остров Сикоку в рамках планировавшейся ими операции «Даунфол». С 15 июня её командующий являлся также командующим остальных войск, расположенных на Сикоку и назначался непосредственно императором Хирохито.
Армия, в основном, дислоцировалась в городе Коти, административном центре одноимённой префектуры, а также в Токусиме и Мацуяме. Большая часть её солдат состояла из плохо обученных резервистов, недавно призванной молодёжи и ополчения. Численность (вместе с частями флота) предполагалось довести до 90 тысяч человек.
После капитуляции Японии 15 августа 1945 года, армия была расформирована, так и не поучаствовав в боевых действиях.

## Состав
- 11-я пехотная дивизия
- 155-я пехотная дивизия
- 205-я пехотная дивизия
- 344-я пехотная дивизия
- 121-я отдельная смешанная бригада
- армейская артиллерия, 45-й и 47-й танковые полки и части непосредственного подчинения: